# Gösta Östbrink
Gösta Östbrink, född Karlsson i Vissefjärda, Småland, 6 maj 1915, död 3 november 1999, var en svensk friidrottare (långdistanslöpning). Inhemskt tävlade han i friidrott först för Södertälje IF, 1941-1942 för IFK Norrköping och från 1942 för Spårvägens IF. 

## Främsta meriter
Östbrink hade svenska rekordet på 10 000 m 1941 till 1942.

## Idrottskarriär
Gösta Östbrink, som växte upp i Småland, tävlade ursprungligen i fotboll och boxning. Han flyttade till Södertälje 1937 och började träna friidrott i Södertälje IF. Efter flytt till Norrköping 1941, där han fick jobb som brandman, tävlade han för IFK Norrköping men 1942 bosatte han sig i Stockholm och tävlade därefter för Spårvägens IF.
Den 18 juli 1941 förbättrade Östbrink Thore Tillmans svenska rekord på 10 000 meter till 30.26,6. Han förlorade det dock påföljande år till Gösta Pettersson.
Vid den stora amatörräfsten 1944–1945 anklagades även Östbrink, men friades.